# Reformation im Kraichgau

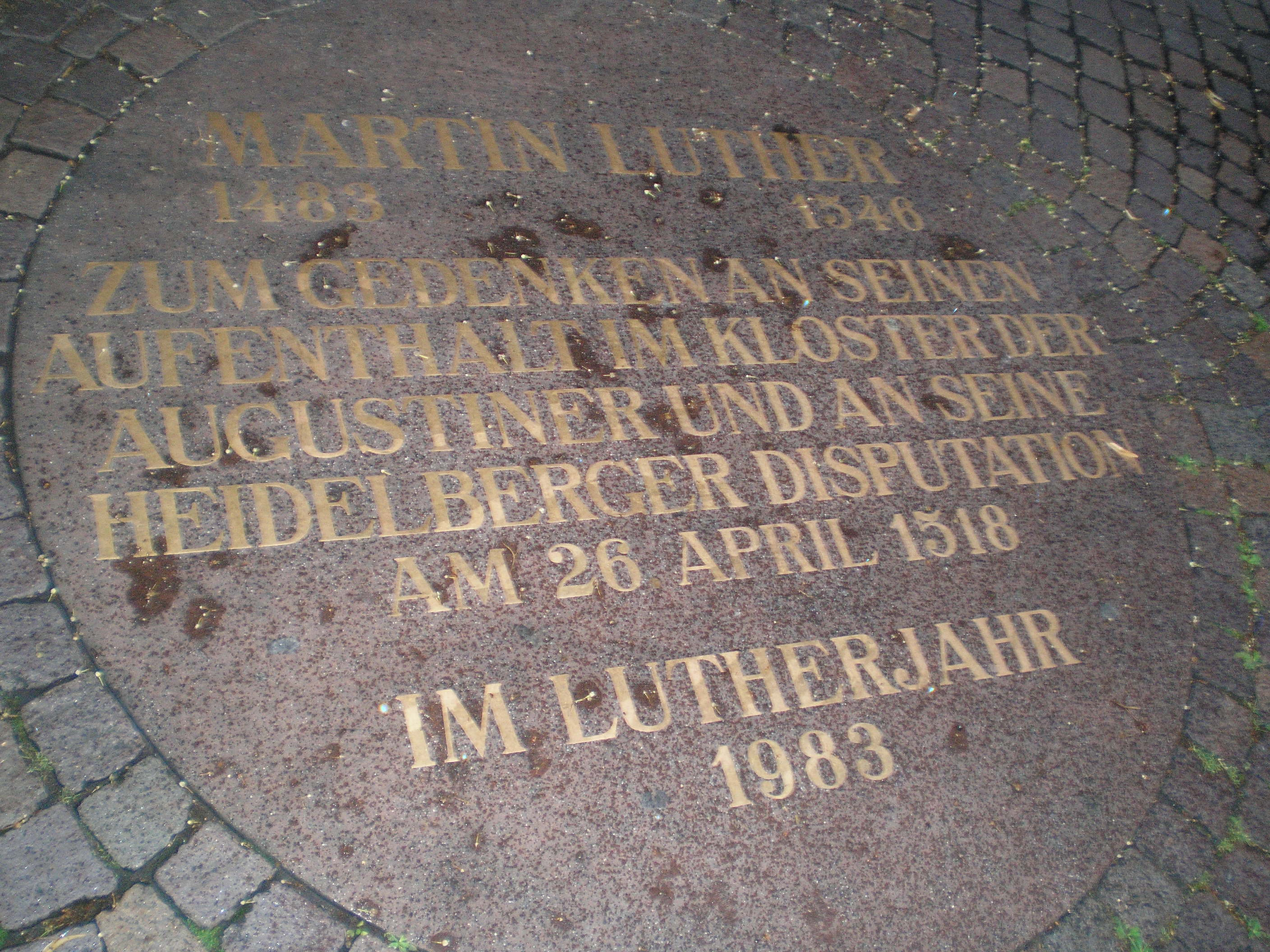
Zum Gedenken an Martin Luther in Heidelberg

Für die Reformation im Kraichgau ist die Beteiligung reichsunmittelbarer Ritter kennzeichnend. Die mit dem Heidelberger Hof durch Lehen oder Dienstverträge verbundenen Ritter kamen früh mit der neuen Lehre in Berührung. Frühzeitig predigten reformatorische Geistliche in ihren Kirchen. Die Herren von Gemmingen und andere waren im aufkommenden Abendmahlsstreit der Theologen und im Streit der sich herausbildenden Konfessionen um Ausgleich bemüht.

## Anfänge
Für die Anfänge der Reformation im Kraichgau war Martin Luthers Heidelberger Disputation 1518 von größter Bedeutung. Viele der von Luther beeindruckten jungen Theologen warben in Predigten und in persönlichen Gesprächen für seine Lehre. Die Ritter im Kraichgau waren deshalb schon früh mit den neuen Gedanken konfrontiert. Bald waren es die Flugschriften, an denen sie sich orientierten. Luthers Schrift „An den christlichen Adel“ 1520 fand aufmerksame Leser. Ritter Hans III. Landschad von Steinach (1465–1531) fühlte sich aufgerufen, auch Fürsten an ihre Schutzpflicht zu erinnern. 1520 appellierte er in einem Brief an Kurfürst Friedrich von Sachsen, sich auf dem bevorstehenden Reichstag zu Worms schützend vor den geächteten Martin Luther zu stellen. 1522 forderte er Kurfürst Ludwig V., seinen Dienstherrn, in einer Flugschrift auf, den Weg der evangelischen Bewegung auch künftig zu unterstützen. Im Kraichgau haben viele reichsunmittelbare Familien in ihren Territorien frühzeitig die Reformation eingeführt: die Herren von Gemmingen, die Herren von Neipperg, von Helmstatt, von Sickingen, von Venningen und die Göler von Ravensburg. Ihr Patronatsrecht gab ihnen die Möglichkeit, lutherische Prediger und Pfarrer zu bestellen. Dietrich, Wolf und Philipp von Gemmingen entschieden sich für Luthers Reformation, nicht aber ihr Bruder Hans. Er starb 1549 als Domherr in Worms. Auch ihr Schwager, Dieter von Handschuhsheim, hielt am alten Glauben fest, er beklagte die von der neuen Lehre bewirkten Änderungen in der Kirche. Die Glaubensspaltung ging mitten durch Familien.
1521 wurde in Fürfeld die alte Bonfelder Kaplanei zur selbstständigen Pfarrei erhoben. Martin Germanus aus Cleebronn war ihr erster Pfarrer. Mit ihm sind die Anfänge der reformatorischen Predigt für das Jahr 1521 bezeugt. Philipp von Gemmingen hatte den jungen Geistlichen berufen, 1522 schickte er ihn zum Studium an die Universität in Wittenberg.
Das Recht zur Besetzung der Pfarrstelle lag in Gemmingen beim Domkapitel in Speyer, die Stelle des Predigers wurde durch Wolf von Gemmingen vergeben. Der Prediger Bernhard Griebler versah 1521 dort den Pfarrdienst. Wegen Schwierigkeiten mit dem Domkapitel gab er das Amt 1523 auf und übernahm wieder die Gemminger Prädikatur. 1524 beklagte sich der am alten Glauben festhaltende Pfarrer beim Domkapitel über Grieblers reformatorische Predigt. 1525 musste sich das Domkapitel erneut mit Gemmingen befassen: Wolf von Gemmingen hatte einen Teil des dem Pfarrer zustehenden Kirchenzehnts für die Besoldung des Predigers verwendet. Zu einer Lösung des Problems kam es nicht. Gegen den Widerstand Wolfs waren der vom Domkapitel bestellte Pfarrer und der Inhaber der Frühmesskaplanei 1527 noch immer im Amt, aber die durch die Herren von Gemmingen berufenen Kapläne (siehe auch Pleikard von Gemmingen) hatten den Ort verlassen. Den Kirchenzehnt lieferten die Bauern jetzt nur noch mangelhaft ab, und auch durch das Domkapitel erhielt der Pfarrer keine wirtschaftliche Unterstützung. Ende 1531 bestellte Wolf von Gemmingen mit Wolfgang Buss einen evangelischen Pfarrer, nachdem der katholische Gemmingen verlassen hatte.
Das erste württembergische Mandat gegen Luther und seine Anhänger im November 1522 brachte den Prediger Erhard Schnepf in Bedrängnis. Er musste Weinsberg verlassen, und Dietrich von Gemmingen nahm ihn bei sich auf. In der unterhalb der Burg Guttenberg gelegenen Burgkapelle und Pfarrkirche von Neckarmühlbach versah er den Pfarrdienst. Nach Schnepf fanden andere lutherische Geistliche bei Dietrich Schutz. Einmal habe er über 30 vertriebene Pfarrer auf Guttenberg gehabt, berichtet die Familienchronik der Freiherren von Gemmingen.

## Abendmahlsstreit
Ausgelöst durch Ulrich Zwingli in Zürich begann zwischen den reformatorischen Theologen 1524 die Diskussion über das richtige Verständnis des Abendmahls. Im September 1525 trafen sich Geistliche bei Johannes Brenz in Schwäbisch Hall, um über die unterschiedlichen Standpunkte zu beraten. Johannes Walz, der 1525 als Pfarrer nach Neckarmühlbach gekommen war, Bernhard Griebler, der Prediger in Gemmingen, Martin Germanus, der Pfarrer Philipps von Gemmingen in Fürfeld und Johann Gallus, der Pfarrer der Göler von Ravensburg in Sulzfeld, nahmen an den Gesprächen teil und verabschiedeten ein Syngramma.
Bald waren auch die Herren von Gemmingen mit theologischen Fragen beschäftigt; Johannes Brenz war ihnen der maßgebliche Berater. Nachdem Dietrich von Gemmingen Brenz gebeten hatte, ihn in der Abendmahlsfrage zu informieren, kam dieser der Bitte mit seinem Antwortschreiben im Oktober 1525 nach. Wolf von Gemmingen hat wegen des Streits in der Abendmahlsfrage im November 1525 die Straßburger Prediger zu einem Treffen mit Johannes Brenz nach Gemmingen eingeladen. Wolfgang Capito und Martin Bucer dankten für die Einladung, schlugen als Treffpunkt aber Straßburg vor. Im Dezember 1525 fand unter der Schirmherrschaft Dietrichs auf Burg Guttenberg ein Religionsgespräch der beiden Parteien statt, an dem auf lutherischer Seite Johannes Brenz mit einigen Freunden teilnahm. Eine Annäherung der unterschiedlichen Positionen gab es nicht.
Ab 1526 kam es zu Auseinandersetzungen zwischen Ulrich Zwingli und Martin Luther, wobei die Richtung Zwinglis ab 1528 in Südwestdeutschland an Boden gewann. Martin Germanus, der das Syngramma unterschrieben hatte, bekannte sich jetzt zum Standpunkt des Zürcher Reformators. Martin Germanus und Johann Walz, der 1530 von Neckarmühlbach nach Gemmingen gekommen war, bemühten sich um ein Gespräch zwischen den Parteien im Kraichgau. Die Zusammenkunft fand 1532 in Fürfeld statt. Franciscus Irenicus, seit 1531 Prediger in Gemmingen, und Pfarrer Wurzelmann, der Neipperger Pfarrer in Schwaigern, nahmen als Vertreter der lutherischen Seite teil. Als Anhänger Zwinglis erschienen neben Germanus und Walz auch Melchior Ambach, Pfarrer in Neckarsteinach, und Johann Gallus, Pfarrer der Göler von Ravensburg. Das Bemühen um Verständigung scheiterte an der nicht zu Konzessionen bereiten Haltung von Johannes Brenz.
1532 kam Martin Bucer auf seiner Rückreise von Schweinfurt nach Fürfeld und Gemmingen, um seine Kollegen im Kraichgau über die Verhandlungen zwischen den oberdeutschen Städten und der lutherischen Seite zu informieren. Die Anhänger Zwinglis aus Süddeutschland trafen sich im Mai 1536 mit den Wittenberger Theologen. Martin Bucer und die Prediger aus Augsburg, Memmingen, Ulm und Esslingen kamen auf ihrer Reise nach Wittenberg nach Fürfeld, wo sich Martin Germanus der Gruppe anschloss. Mit der Wittenberger Konkordie fand 1536 der Streit auch im Kraichgau ein Ende.